# Trulsegården
Trulsegården är en bebyggelse i Göteborgs kommun i Västra Götalands län. Orten avgränsades före 2015 till en separat tätort för att därefter räknas som en del av tätorten  Torslanda.

## Befolkningsutveckling
| Befolkningsutvecklingen i Trulsegården 1990–2010                       | Befolkningsutvecklingen i Trulsegården 1990–2010 | Befolkningsutvecklingen i Trulsegården 1990–2010 | Befolkningsutvecklingen i Trulsegården 1990–2010 | Befolkningsutvecklingen i Trulsegården 1990–2010 |
| ---------------------------------------------------------------------- | ------------------------------------------------ | ------------------------------------------------ | ------------------------------------------------ | ------------------------------------------------ |
|                                                                        |                                                  |                                                  |                                                  |                                                  |
| År                                                                     |                                                  |                                                  | Folkmängd                                        | Areal (ha)                                       |
| 1990                                                                   | 1990                                             |                                                  | 170                                              | 13#                                              |
| 1995                                                                   | 1995                                             |                                                  | 187                                              | 17#                                              |
| 2000                                                                   | 2000                                             |                                                  | 193                                              | 17#                                              |
| 2005                                                                   | 2005                                             |                                                  | 212                                              | 17                                               |
| 2010                                                                   | 2010                                             |                                                  | 211                                              | 17                                               |
| Anm.: Ny tätort 2005. Gått upp i tätorten Torslanda 2015 # Som småort. |                                                  |                                                  |                                                  |                                                  |